# 奇誠庸
奇 誠庸（キ・ソンヨン、기성용、1989年1月24日 - ）は、大韓民国・光州広域市出身のサッカー選手。浦項スティーラース所属。元韓国代表。ポジションはMF。

## 経歴

### 韓国時代
本貫は幸州奇氏。中学高校時代の5年間をオーストラリアのジョン・ポール・カレッジでユースサッカー教育を受け帰国。
2006年にFCソウルに入団。2007年にトルコ代表をFIFAワールドカップ・日韓大会で3位に導いたシェノル・ギュネシュがソウルの監督に就任すると、気に入られレギュラーを獲得。
2009年の夏に横浜F・マリノスが獲得に動いたが、FCソウル側の激しい引き止めにあい日本への移籍は叶わなかった。

### セルティック時代

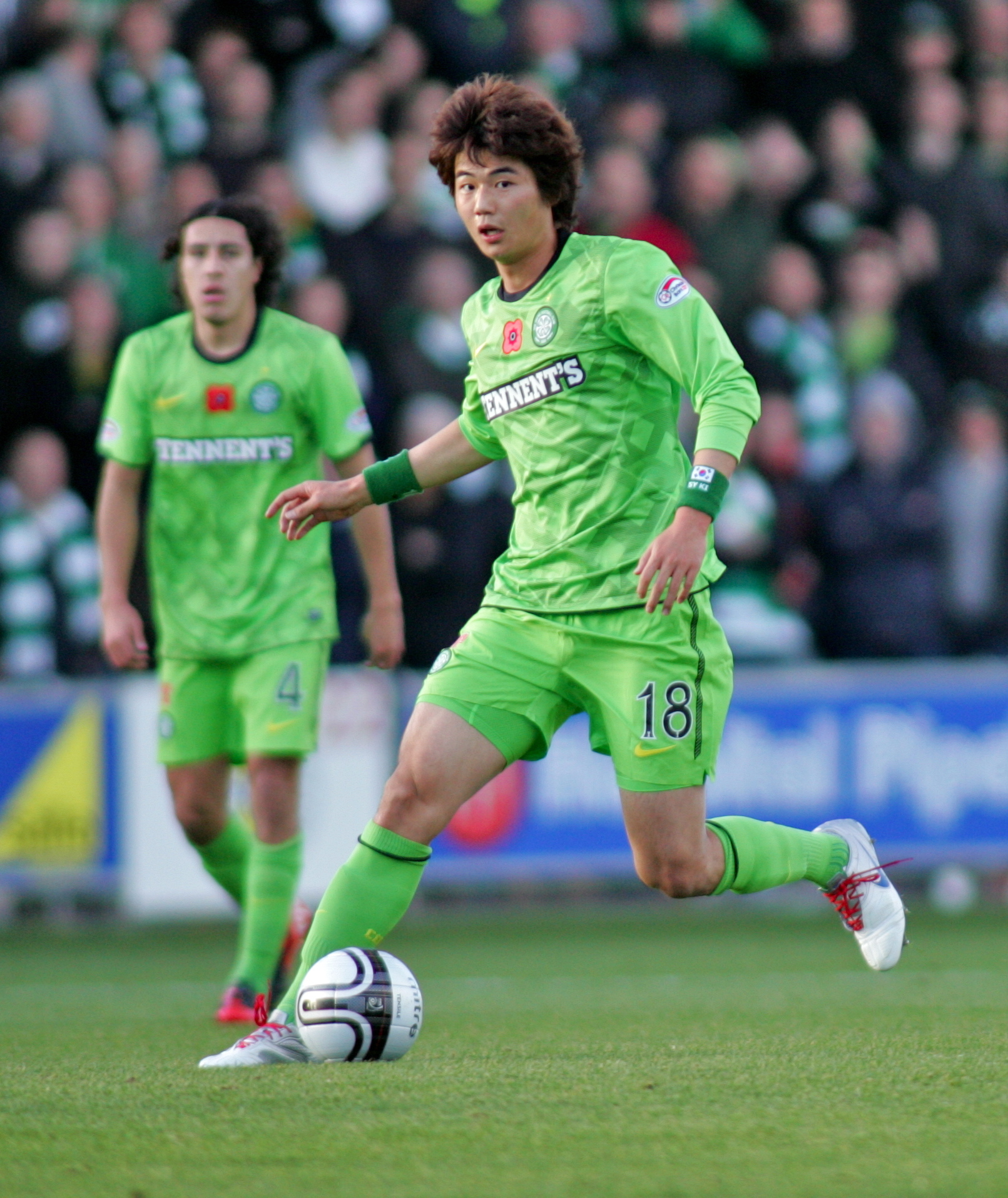
セルティックでプレーする奇誠庸

2009年12月13日にセルティックと契約。契約期間は4年間で、移籍金はおよそ200万ポンド(約3億円)。
移籍当初はレギュラーとして出場していたが、3月頃からレギュラーを外され不本意な成績に終わった。翌シーズンの2010-2011シーズンは月間最優秀若手選手を受賞するなど活躍している。
2010年12月27日に行われたセント・ジョンストン戦では、0-0のまま後半ロスタイムに突入する中、車ドゥリと奇がそれぞれゴールを決め2-0の勝利の貢献した。セルティックでの初の韓国人アベックゴールとなった。
2011年5月21日に行われたスコティッシュカップ決勝のマザーウェル戦で左足の強烈なミドルシュートを決め、セルティックの優勝に貢献。この試合の最優秀選手に選ばれた。

### イングランド時代
2012年8月24日、スウォンジー・シティAFCの移籍が決定。なお、韓国側がこの契約に20試合先発出場させるというオプションを入れさせていたことが判明している。2012-13シーズンは公式戦38試合に出場、クラブ初タイトルとなるリーグカップ制覇にも貢献した。翌シーズンはジョンジョ・シェルヴェイなど同じポジションにライバル選手が加入した影響を受け、2013年8月31日、サンダーランドAFCにレンタル移籍した。2014-15シーズンにはプレミアリーグ33試合出場8ゴールを挙げクラブの年間最優秀選手に選ばれた。2018年5月、チームが2部リーグに降格した直後に自身のSNSで、スウォンジー・シティAFCの退団を表明した。2018年6月29日、フリー移籍でニューカッスル・ユナイテッドFCと2年契約を締結したことが発表された。しかしラファエル・ベニテスの元では途中出場が多く、定位置確保には至らなかった。更に2019年に就任したスティーヴ・ブルースのもとでは完全に構想外となり、2020年1月31日にニューカッスルとの契約解消に合意した。

### スペイン以後
2020年2月24日、RCDマヨルカと2019-20シーズン終了までの契約を結んだ。しかし、コンディション不足でリーグ戦1試合の出場にとどまり、6月30日に契約満了で退団した。
2020年7月21日、古巣であるFCソウルへの復帰が発表された。11年ぶりのKリーグとなる。

### 代表
代表では全世代を経験しており、FIFA U-20ワールドカップ、北京オリンピックにも出場している。2008年6月7日のW杯予選・ヨルダン戦でフル代表に19歳でデビューして、中盤のレギュラーを獲得。同年9月10日の北朝鮮戦で代表初ゴールを記録。韓国代表がW杯出場を決めた2009年6月6日のUAE戦でもダメ押しゴールを決めた。
AFCアジアカップ2011では猿マネなどの騒動はあったものの、韓国のベスト4入りに貢献をし、マルカとガゼッタ・デロ・スポルトの2紙からはベストイレブンに選ばれた。
2015年1月、韓国代表のキャプテンに就任した。
2018ワールドカップに出場したが、またしても決勝トーナメントには進出出来なかった。2019年アジアカップをもって韓国代表からの引退を表明した。

## 旭日旗騒動
2011年1月25日、AFCアジアカップ2011準決勝「日本対韓国戦」において、奇は前半にPKで得点した後、ゴールパフォーマンスで「猿」の物真似を行った。「猿」は韓国人が日本人を侮辱するときに多用される表現であることから波紋を呼んだ。奇は翌26日に自身のTwitterで「観客席の旭日旗を見て涙が出ました。私も選手の前に大韓民国国民です…」と旭日旗に腹が立ったことを理由として、故意に猿真似パフォーマンスを行ったことを述べた。しかし、実際に観客席に旭日旗は確認されていない。個人的な差別意識で侮蔑行為に及んだと思われる。その後は「スコティッシュ・プレミアリーグで猿真似で人種差別された奇誠庸はやってはならなかった」等という猿真似パフォーマンスへの批判よりも韓国ネチズンの間では「旭日旗に復讐しただけ」というわけのわからない賛成意見が大勢を占めるようになった。サッカー評論家の金子達仁は奇の行為への批判の声もあったことについて、「日本人に対する差別的行為を非難できる韓国人がいたことに驚かされた」とスポーツニッポンに寄稿している。
韓国国内の騒動を受け、日本のメディアでもこの騒動が報道された。日本サッカー協会（JFA）は、大韓サッカー協会（KFA）に対し、奇への聞き取り調査を依頼した。奇が「あのパフォーマンスは日本人に対してではなく、（スコットランドの）セルティックでプレーしていて相手チームのサポーターからサルの鳴き声で馬鹿にされたことがある。その連中に向けてやったことだ。」「日本人向けではない。」と制裁による罰則を恐れ前言の旭日旗に関する発言を翻し、KFAも「結果として日本の皆さんに誤解を与えることになり、申し訳なく思っている」と謝罪したとしてJFAは正式な抗議を行わないことにした。JFAがKFAからの形式上の謝罪を受け入れたため、奇はAFCからの制裁を回避した。
この騒動は日韓間にとどまらず、奇がプレーしているスコットランドやその他海外の国々にも飛び火した。イギリスのタブロイド紙ザ・サンは「Cheeky monKI（生意気な モン奇ー＝猿）」と銘打った記事で痛烈に批判した。同紙は「（奇誠庸は）スコットランドのサポーターを人種差別者として告発することで苦い国際的確執から脱出しようとした」と奇の説明を批判的に報道したほか、イギリスのサッカー場での人種差別行為を監視する団体SRTRCの幹部が奇の説明を疑問視していることも紹介している。猿真似を正当化する理由がなくなると、奇は「もう死にたい」と言いだしたという。
この試合を取材していた産経新聞のカメラマンは「日本側の応援席で旭日旗を見た記憶はありません。断言はできませんが、少なくとも目につくような大きさの旭日旗は見なかった。」と証言している。また、2011年1月27日に放送されたテレビ朝日のワイド!スクランブルでは、旭日旗が掲げられた応援席の写真を映しながら「歴史的な日韓の葛藤」を論拠に奇の行為を擁護した。しかしその写真が2010 FIFAワールドカップの日本対オランダ戦の時のもので、試合当日のものではなかったため、「韓国の報道を検証なしに引用したため間違ってしまった」と翌日の番組で謝罪・訂正することになった。
そして次の日韓戦となった2011年8月10日に行われた日韓親善試合の前日の記者会見で、日本の取材陣からこの時の騒動の釈明を求められると、奇は「当時あまりにも競技が激しかったし…。複合的な理由があった。しかし過去の事であり忘れていた。」と意味不明な発言をした後、会見途中で席を外した。
その後、2012年8月20日に放送された韓国SBSの『ヒーリングキャンプ-嬉しくないのか』にて、「その時、当時の試合で旭日昇天旗があったんです。日本は見せてはいけないのにそれがありました。それを見て情けなかったですし、思わず(カッとした心で)猿セレモニーが出てきました」と再び発言を翻した。また、「人々は猿セレモニーを見て『間違いだ。まだ幼い。未熟だ』と言ったんですが、私もやはり人間で感情があって表現が出てきました」と発言した。

## 私生活
- 2013年7月、8歳年上の女優ハン・ヘジンと結婚[37]。

- ニューカッスルの同僚であった武藤嘉紀とは親友で[38]、 釣りに行く程の仲であることを明かしていた[39]。2020年1月にキがニューカッスルを退団すると武藤はSNSに「Thank you for everything, Sung-yueng! All the best for the future」とメッセージを出した[40]。
- 2021年4月22日、奇誠庸と彼の父親であるキ・ヨンオク元光州FC団長が、2015年から2016年にかけて数十億ウォンで購入した、光州市の田畑などの農地を含む土地約10か所に対して、土地投機に関する農地法違反の疑いなどで警察に立件されたことが報じられた[41]。
- 2021年3月、小学校時代に、口腔性交を強要されるなど性的暴行を受けた」と訴える、元後輩の複数の男性から弁護士を通じての訴えがあったことが報道された[42]。奇誠庸はこれを全面的に否定[43][44]。また被害者らは、被害の舞台となったサッカーチームでは、メンバーによる複数回の暴力や性的暴行があったと主張した[45]。

## 所属クラブ
ユース経歴
- 2001年 - 2005年 ジョン・ポール・カレッジ
- 2005年 - 2006年 錦湖高等学校

プロ経歴
- 2006年 - 2009年 FCソウル
- 2009年 - 2012年 セルティックFC
- 2012年 - 2018年 スウォンジー・シティAFC
  - 2013年 - 2014年 サンダーランドAFC (期限付き移籍)
- 2018年 - 2020年 ニューカッスル・ユナイテッドFC
- 2020年 - 同年7月 RCDマヨルカ
- 2020年7月 - FCソウル

## 個人成績
| 国内大会個人成績 | 国内大会個人成績 | 国内大会個人成績 | 国内大会個人成績 | 国内大会個人成績 | 国内大会個人成績 | 国内大会個人成績 | 国内大会個人成績 | 国内大会個人成績 | 国内大会個人成績 | 国内大会個人成績 | 国内大会個人成績 |
| 年度             | クラブ           | 背番号           | リーグ           | リーグ戦         | リーグ戦         | リーグ杯         | リーグ杯         | オープン杯       | オープン杯       | 期間通算         | 期間通算         |
| 年度             | クラブ           | 背番号           | リーグ           | 出場             | 得点             | 出場             | 得点             | 出場             | 得点             | 出場             | 得点             |
| 韓国             | 韓国             | 韓国             | 韓国             | リーグ戦         | リーグ戦         | リーグ杯         | リーグ杯         | FA杯             | FA杯             | 期間通算         | 期間通算         |
| ---------------- | ---------------- | ---------------- | ---------------- | ---------------- | ---------------- | ---------------- | ---------------- | ---------------- | ---------------- | ---------------- | ---------------- |
| 2006             | FCソウル         |                  | Kリーグ          | 0                | 0                | 0                | 0                | 0                | 0                | 0                | 0                |
| 2007             | FCソウル         | 40               | Kリーグ          | 16               | 0                | 3                | 0                | 6                | 0                | 25               | 0                |
| 2008             | FCソウル         | 17               | Kリーグ          | 21               | 4                | 1                | 0                | 6                | 0                | 28               | 4                |
| 2009             | FCソウル         | 17               | Kリーグ          | 27               | 3                | 1                | 0                | 4                | 1                | 32               | 4                |
| スコットランド   | スコットランド   | スコットランド   | スコットランド   | リーグ戦         | リーグ戦         | S・リーグ杯      | S・リーグ杯      | スコティッシュ杯 | スコティッシュ杯 | 期間通算         | 期間通算         |
| 2009-10          | セルティック     | 18               | S・プレミア      | 10               | 0                | 0                | 0                | 0                | 0                | 10               | 0                |
| 2010-11          | セルティック     | 18               | S・プレミア      | 26               | 3                | 4                | 1                | 3                | 0                | 33               | 4                |
| 2011-12          | セルティック     | 18               | S・プレミア      | 30               | 6                | 2                | 0                | 3                | 0                | 35               | 6                |
| イングランド     | イングランド     | イングランド     | イングランド     | リーグ戦         | リーグ戦         | FLカップ         | FLカップ         | FAカップ         | FAカップ         | 期間通算         | 期間通算         |
| 2012-13          | スウォンジー     | 24               | プレミア         | 29               | 0                | 2                | 0                | 7                | 0                | 38               | 0                |
| 2013-14          | スウォンジー     | 24               | プレミア         | 1                | 0                | 0                | 0                | 0                | 0                | 1                | 0                |
| 2013-14          | サンダーランド   | 4                | プレミア         | 27               | 3                | 6                | 1                | 1                | 0                | 34               | 4                |
| 2014-15          | スウォンジー     | 4                | プレミア         | 33               | 8                | 0                | 0                | 1                | 0                | 34               | 8                |
| 2015-16          | スウォンジー     | 4                | プレミア         | 28               | 2                | 0                | 0                | 2                | 0                | 30               | 2                |
| 2016-17          | スウォンジー     | 4                | プレミア         | 23               | 0                | 1                | 0                | 1                | 0                | 25               | 0                |
| 2017-18          | スウォンジー     | 4                | プレミア         | 25               | 2                | 6                | 0                | 1                | 0                | 32               | 2                |
| 2018-19          | ニューカッスル   | 4                | プレミア         | 18               | 0                | 0                | 0                | 1                | 0                | 19               | 0                |
| 2019-20          | ニューカッスル   | 4                | プレミア         | 3                | 0                | 1                | 0                | 0                | 0                | 4                | 0                |
| スペイン         | スペイン         | スペイン         | スペイン         | リーグ戦         | リーグ戦         | 国王杯           | 国王杯           | オープン杯       | オープン杯       | 期間通算         | 期間通算         |
| 2019-20          | RCDマヨルカ      | 10               | プリメーラ       | 1                | 0                | 0                | 0                | 0                | 0                | 1                | 0                |
| 通算             | 韓国             | 韓国             | 1部              | 64               | 7                | 5                | 0                | 16               | 1                | 85               | 8                |
| 通算             | スコットランド   | スコットランド   | S・プレミア      | 66               | 9                | 6                | 1                | 6                | 0                | 78               | 10               |
| 通算             | イングランド     | イングランド     | プレミア         | 187              | 15               | 11               | 0                | 19               | 1                | 217              | 16               |
| 通算             | スペイン         | スペイン         | プリメーラ       | 1                | 0                | 0                | 0                | 0                | 0                | 1                | 0                |
| 総通算           | 総通算           | 総通算           | 総通算           | 318              | 31               | 22               | 1                | 41               | 2                | 381              | 34               |

| 国際大会個人成績 | 国際大会個人成績 | 国際大会個人成績 | 国際大会個人成績 | 国際大会個人成績 | FIFA      | FIFA      |
| 年度             | クラブ           | 背番号           | 出場             | 得点             | 出場      | 得点      |
| AFC              | AFC              | AFC              | ACL              | ACL              | クラブW杯 | クラブW杯 |
| ---------------- | ---------------- | ---------------- | ---------------- | ---------------- | --------- | --------- |
| 2009             | FCソウル         | 17               | 7                | 1                | -         | -         |
| 通算             | AFC              | AFC              | 8                | 1                | -         | -         |
| UEFA             | UEFA             | UEFA             | UEFA EL          | UEFA EL          | クラブW杯 | クラブW杯 |
| 2011-12          | セルティックFC   | 18               | 5                | 1                | -         | -         |

その他の国際公式戦
- 2010-2011シーズン
  - UEFAチャンピオンズリーグ 2010-11 予選 1試合0得点
  - UEFAヨーロッパリーグ 2010-11 予選 1試合0得点
- 2011-12シーズン
  - UEFAヨーロッパリーグ 2011-12 予選 2試合0得点
- 2013年
  - UEFAヨーロッパリーグ 2013-14 予選 2試合0得点

## 代表歴

### 出場大会
- U-20韓国代表
  - 2007年 - 2007 FIFA U-20ワールドカップ
- U-23韓国代表
  - 2008年 - 北京オリンピック
  - 2012年 - ロンドンオリンピック
- 韓国代表
  - 2010年 - 2010 FIFAワールドカップ
  - 2011年 - AFCアジアカップ2011
  - 2014年 - 2014 FIFAワールドカップ
  - 2015年 - AFCアジアカップ2015
  - 2018年 - 2018 FIFAワールドカップ
  - 2019年 - AFCアジアカップ2019

### 試合数
- 国際Aマッチ 112試合 10得点（2008年 - 2019年）[46]

| 韓国代表 | 国際Aマッチ | 国際Aマッチ |
| 年       | 出場        | 得点        |
| -------- | ----------- | ----------- |
| 2008     | 6           | 2           |
| 2009     | 12          | 2           |
| 2010     | 13          | 0           |
| 2011     | 15          | 1           |
| 2012     | 5           | 0           |
| 2013     | 6           | 0           |
| 2014     | 11          | 0           |
| 2015     | 14          | 3           |
| 2016     | 9           | 1           |
| 2017     | 8           | 1           |
| 2018     | 12          | 0           |
| 2019     | 1           | 0           |
| 通算     | 112         | 10          |

### 得点
| #   | 開催年月日     | 開催地                                               | 対戦国                 | スコア | 結果           | 試合概要                                |
| --- | -------------- | ---------------------------------------------------- | ---------------------- | ------ | -------------- | --------------------------------------- |
| 1.  | 2008年9月11日  | 上海虹口足球場、上海                                 | 朝鮮民主主義人民共和国 | 1-1    | △1-1           | 2010 FIFAワールドカップ・アジア最終予選 |
| 2.  | 2008年10月11日 | 水原ワールドカップ競技場、水原市                     | ウズベキスタン         | 1-0    | ○ 3-0          | 親善試合                                |
| 3.  | 2009年6月6日   | アール・マクトゥーム・スタジアム、ドバイ             | アラブ首長国連邦       | 2-0    | ○ 2-0          | 2010 FIFAワールドカップ・アジア最終予選 |
| 4.  | 2009年10月14日 | ソウルワールドカップ競技場、ソウル                   | セネガル               | 1-0    | ○ 2-0          | 親善試合                                |
| 5.  | 2011年1月25日  | アル・ガッラーファ・スタジアム、ドーハ               | 日本                   | 1-0    | ● 2-2（PK0-3） | AFCアジアカップ2011                     |
| 6.  | 2015年10月13日 | ソウルワールドカップ競技場、ソウル                   | ジャマイカ             | 2-0    | ○ 3-0          | 親善試合                                |
| 7.  | 2015年11月17日 | ニュー・ラオス・ナショナルスタジアム、ヴィエンチャン | ラオス                 | 1-0    | ○ 5-0          | 2018 FIFAワールドカップ・アジア2次予選  |
| 8.  | 2015年11月17日 | ニュー・ラオス・ナショナルスタジアム、ヴィエンチャン | ラオス                 | 2-0    | ○ 5-0          | 2018 FIFAワールドカップ・アジア2次予選  |
| 9.  | 2016年10月6日  | 水原ワールドカップ競技場、水原市                     | カタール               | 1-0    | ○ 3-2          | 2018 FIFAワールドカップ・アジア3次予選  |
| 10. | 2017年6月13日  | ジャシム・ビン・ハマド・スタジアム、ドーハ           | カタール               | 1-2    | ● 2-3          | 2018 FIFAワールドカップ・アジア3次予選  |

## タイトル

### クラブ
FCソウル
- Kリーグ杯：1回 (2006)

セルティックFC
- スコティッシュカップ：1回 (2011)

スウォンジー・シティAFC
- フットボールリーグカップ：1回 (2013)

### 個人
- Kリーグベストイレブン：2回 (2008、2009)
- アジア年間最優秀ユース選手賞：1回 (2009)
- SPL Young Player of the Month 10月：1回 (2010)
- KFA年間最優秀選手：1回 (2011)